# فرشتگان مغضوب

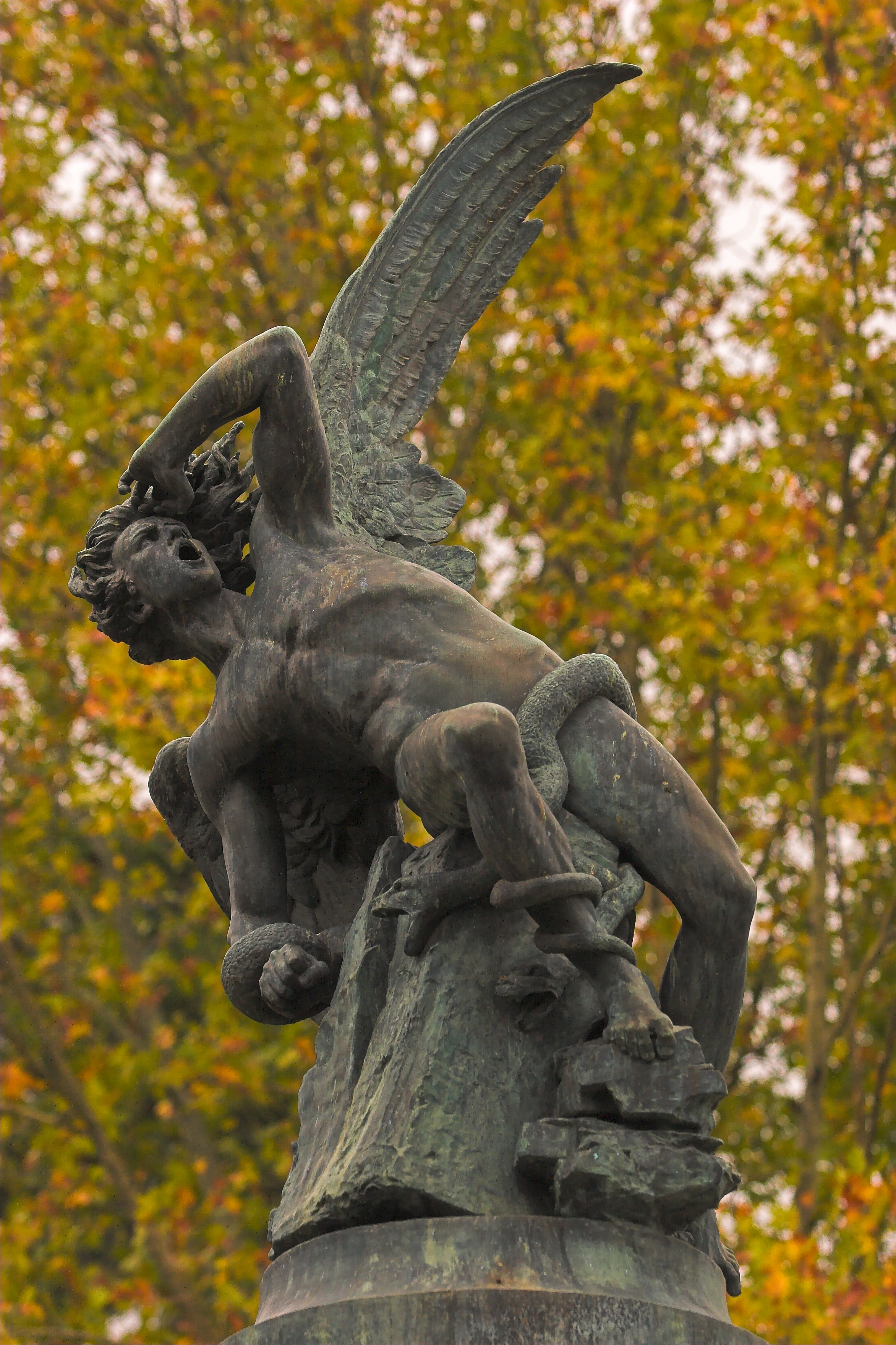
تندیس نمادین فرشتگان ناکام در ریترو پارک مادرید. اسپانیا

فرشتگان مغضوب (انگلیسی: Fallen angel) فرشتگانی نکوهیده ، شریر و سرکش می‌باشند که در عین حال دارای خواسته‌های نفسانی هستند و از دستور خداوند مبنی بر تعظیم و کرنش در برابر انسان امتناع ورزیدند یا به دلایل دیگر خداوند را مکدر ساختند و پس از آن از آسمان و جایگاه فرشتگان رانده شدند اما بر طبق مکاشفه یوحنا این تبعید، تبعاتی همچون جنگ در بهشت میان فرشتگان مقرب به رهبری میکائیل علیه فرشتگان مغضوب را به همراه داشت. در میان آنها این فرشتگان شناخته شده‌تر هستند.  بلیعال، شیطان، لوسیفر، ابلیس و اهریمن.
فرشتگان سقوط کرده دو نوع هستند: یکی تمایلات نفسانی دارد و انسان می شود. این فرشتگان به خدا کافر نشدند، بلکه اشتباه کردند. دیگران شیاطین می شوند و از طریق ذهن گناه کردند. این که چرا یک فرشته علیه خدا روی می آورد موضوع مورد بحث در الهیات است. سؤال این است: چرا موجودی که خدا را می شناسد، باید خدا را رها کند؟
بر اساس یهودیت و برخی شاخه‌های اسلام، خداوند می‌خواست فرشتگان سقوط کرده عصیان کنند تا بتوانند وسوسه‌گر بشریت شوند. اما بعد از قیامت دوباره فرشته می شوند.